# Stor-Bränntjärnen (Bygdeå socken, Västerbotten)
Stor-Bränntjärnen är en sjö i Robertsfors kommun i Västerbotten och ingår i Dalkarlsåns huvudavrinningsområde. Sjön har en area på 0,0853 kvadratkilometer och ligger 163 meter över havet. Sjön avvattnas av vattendraget Bränntjärnsbäcken.

## Delavrinningsområde
Stor-Bränntjärnen ingår i det delavrinningsområde (713301-172770) som SMHI kallar för Mynnar i Dalkarlsån. Medelhöjden är 168 meter över havet och ytan är 9,25 kvadratkilometer. Det finns inga avrinningsområden uppströms utan avrinningsområdet är högsta punkten. Bränntjärnsbäcken som avvattnar avrinningsområdet har biflödesordning 2, vilket innebär att vattnet flödar genom totalt 2 vattendrag innan det når havet efter 34 kilometer. Avrinningsområdet består mestadels av skog (60 procent) och sankmarker (22 procent). Avrinningsområdet har 0,09 kvadratkilometer vattenytor vilket ger det en sjöprocent på 0,9 procent.